# Bis(2-methoxyethyl)ether
Bis(2-methoxyethyl)ether, häufig als Diglyme (von Diglycoldimethylether) abgekürzt, ist ein hochsiedendes organisches Lösungsmittel. Es ist ein Ether von Diethylenglykol.

## Darstellung und Gewinnung
Die Herstellung von Diglyme erfolgt durch eine katalytische Umsetzung von Ethylenoxid mit Dimethylether. Eine weitere Synthesemöglichkeit ist die Williamson-Reaktion von Diethylenglycolmonomethylether mit Methylchlorid.

## Eigenschaften

### Physikalische Eigenschaften
Diglyme ist eine klare, farblose Flüssigkeit, die bei Normaldruck bei 162 °C siedet. Die molare Verdampfungsenthalpie beträgt 45,4 kJ·mol−1. Die Dampfdruckfunktion ergibt sich nach Antoine entsprechend log10(P) = A−(B/(T+C)) (P in bar, T in K) mit A = 4,87223, B = 1922,137 und C = −38,063 im Temperaturbereich von 286 bis 433 K. Der Schmelzpunkt liegt bei −64 °C, wo die molare Schmelzenthalpie 17,78 kJ·mol−1 beträgt.  Die Wärmekapazität beträgt bei 25 °C 279,84 J·mol−1·K−1 bzw. 2,08 J·g−1·K−1. Die Verbindung ist mischbar mit Wasser, Alkoholen und Diethylether.

### Chemische Eigenschaften
Die Verbindung neigt in Gegenwart von Luft bzw. Sauerstoff zur Peroxidbildung. Bei Temperaturen ab 150 °C erfolgt eine langsame Zersetzung.

### Sicherheitstechnische Kenngrößen
Diglyme bildet entzündliche Dampf-Luft-Gemische. Die Verbindung hat einen Flammpunkt von 51 °C. Der Explosionsbereich liegt zwischen 1,3 Vol.‑% (72 g/m³) als untere Explosionsgrenze (UEG) und 17,4 Vol.‑% als obere Explosionsgrenze (OEG). Eine Korrelation der Explosionsgrenzen mit der Dampfdruckfunktion ergibt einen unteren Explosionspunkt von 50 °C. Die Zündtemperatur beträgt 190 °C. Der Stoff fällt somit in die Temperaturklasse T4.

## Verwendung

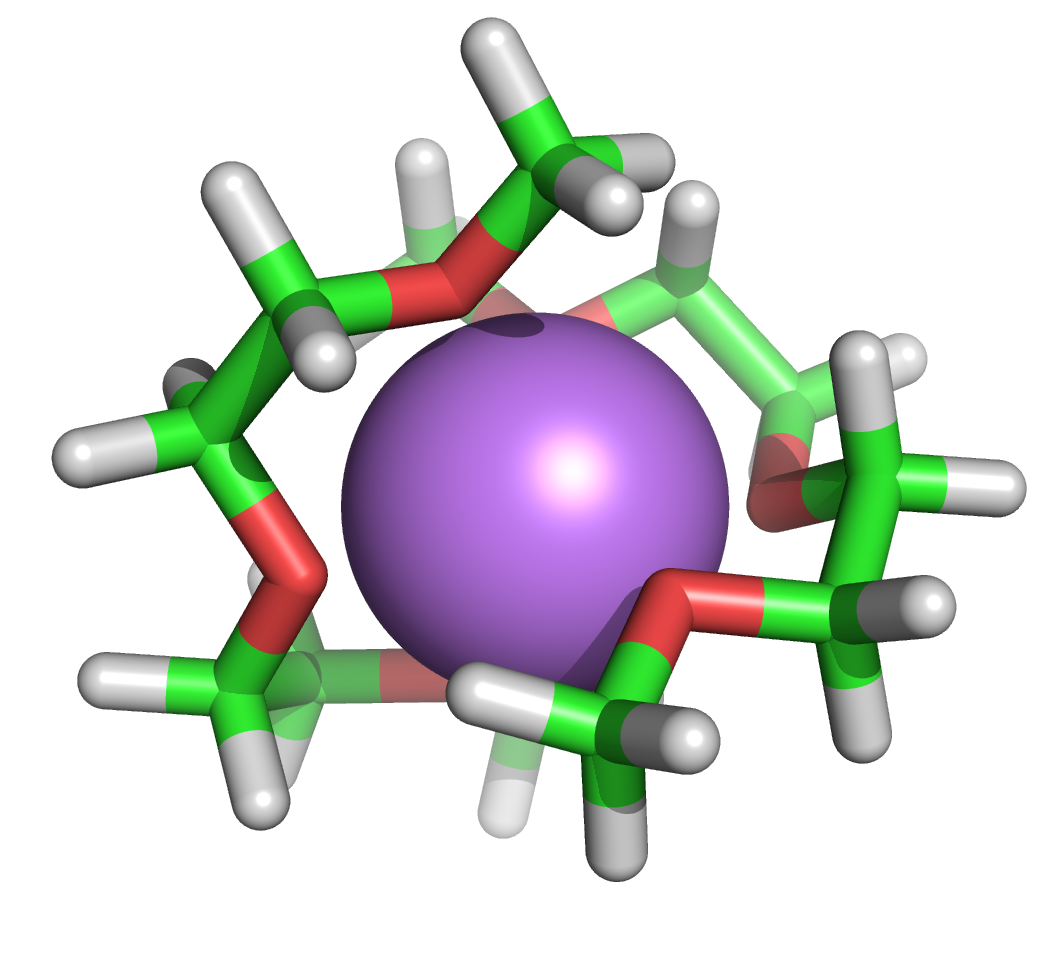
Ein von Diglyme chelatisiertes Lithium-Kation

Diglyme wird hauptsächlich dazu genutzt, um als Lösungsmittel in organischen Reaktionen kleine Kationen zu chelatisieren, so dass die Anionen reaktiver werden. Dadurch können beispielsweise Grignard-Reaktionen schneller und effektiver durchgeführt werden. Es dient auch als Azeotropdestillationsmittel oder Schleppmittel und ist in Dieselkraftstoffen enthalten.

## Sicherheitshinweise und gesetzliche Regelungen
Bis(2-methoxyethyl)ether wurde im Dezember 2011 aufgrund seiner Einstufung als reproduktionstoxisch (Reprod. 1B) in die Kandidatenliste der besonders besorgniserregenden Stoffe (Substance of very high concern, SVHC) aufgenommen. Danach wurde Bis(2-methoxyethyl)ether im August 2014 in das Verzeichnis der zulassungspflichtigen Stoffe mit dem Ablauftermin für die Verwendung in der EU zum 22. August 2015 aufgenommen.